# Laneuville-au-Rupt
Laneuville-au-Rupt est une commune française située dans le département de la Meuse, en région Grand Est.

## Géographie
Le territoire de la commune est limitrophe de ceux de cinq communes :
| Commercy        | Commercy, Euville           | Euville, Sorcy-Saint-Martin    |
| Ménil-la-Horgne | Laneuville-au-Rupt          | Sorcy-Saint-Martin, Void-Vacon |
| Ménil-la-Horgne | Ménil-la-Horgne, Void-Vacon | Void-Vacon                     |

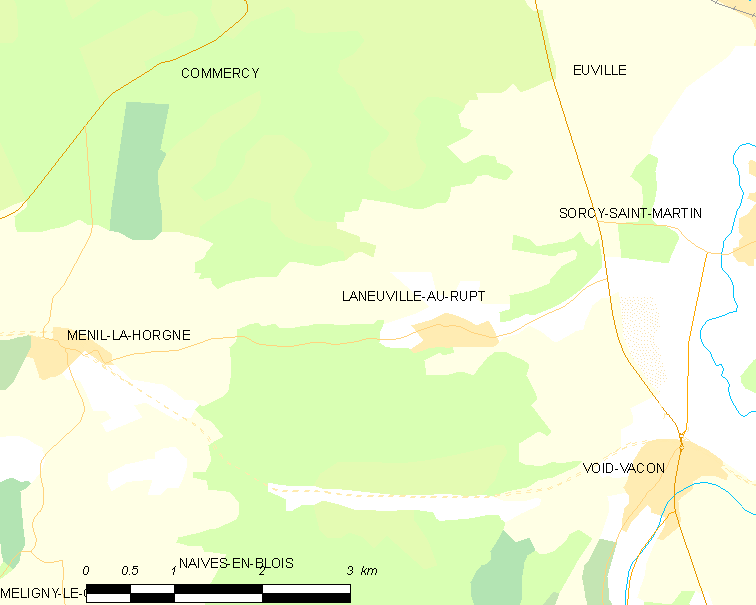
Carte de la commune.

### Hydrographie
La commune est dans le bassin versant de la Meuse au sein du bassin Rhin-Meuse. Elle est drainée par le Rupt de Laneuville,.

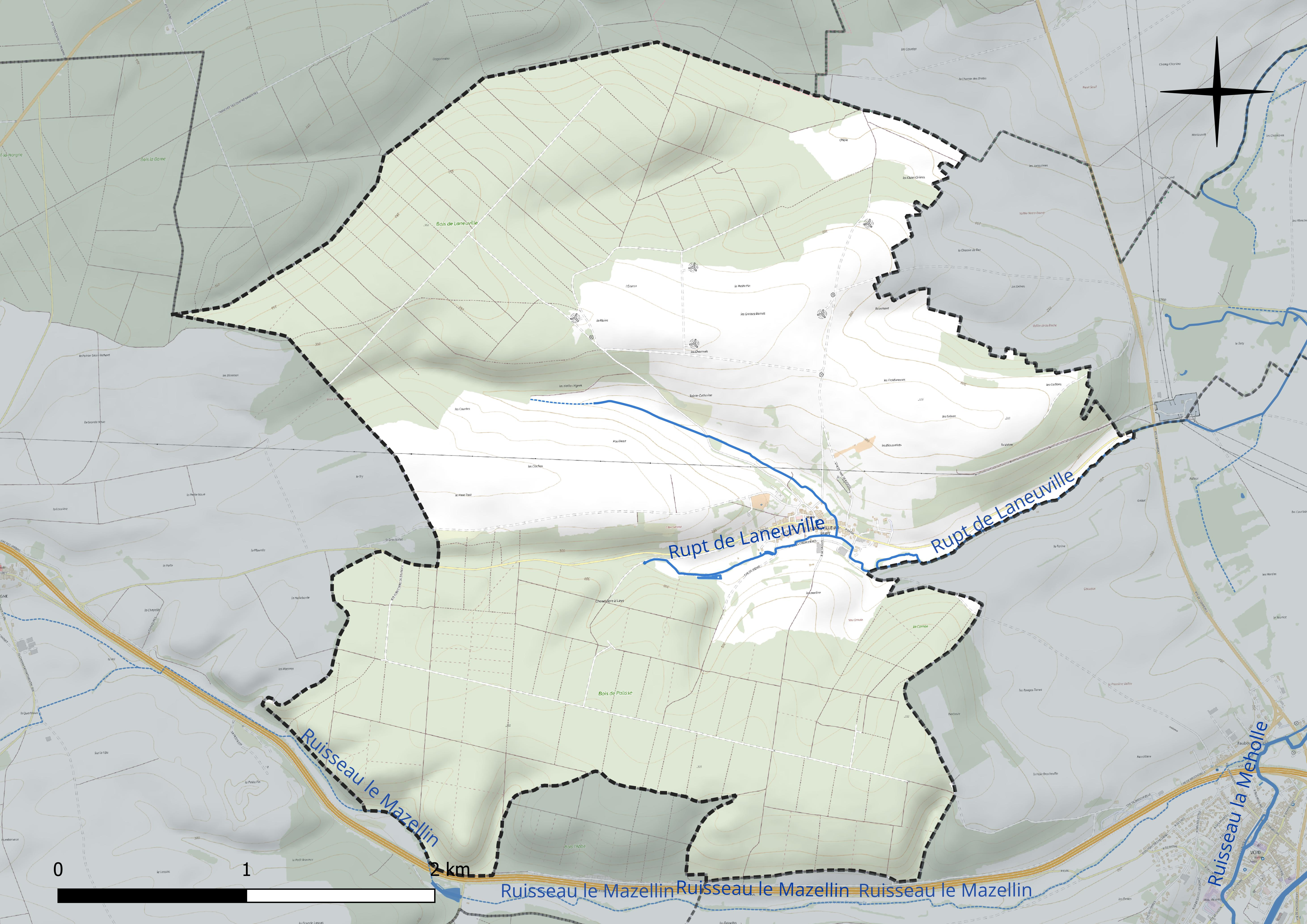
Réseau hydrographique de Laneuville-au-Rupt.

### Climat
Pour des articles plus généraux, voir Climat du Grand Est et Climat de la Meuse.
En 2010, le climat de la commune est de type climat de montagne, selon une étude du Centre national de la recherche scientifique s'appuyant sur une série de données couvrant la période 1971-2000. En 2020, Météo-France publie une typologie des climats de la France métropolitaine dans laquelle la commune est exposée à un climat océanique altéré et est dans la région climatique  Lorraine, plateau de Langres, Morvan, caractérisée par un hiver rude (1,5 °C), des vents modérés et des brouillards fréquents en automne et hiver. 
Pour la période 1971-2000, la température annuelle moyenne est de 9,4 °C, avec une amplitude thermique annuelle de 16,4 °C. Le cumul annuel moyen de précipitations est de 981 mm, avec 13,7 jours de précipitations en janvier et 9,4 jours en juillet. Pour la période 1991-2020, la température moyenne annuelle observée sur la station météorologique de Météo-France la plus proche, « Erneville aux Bois_sapc », sur la commune d'Erneville-aux-Bois à 13 km à vol d'oiseau, est de 9,9 °C et le cumul annuel moyen de précipitations est de 1 021,5 mm. 
La température maximale relevée sur cette station est de 39,4 °C, atteinte le 25 juillet 2019 ; la température minimale est de −24,2 °C, atteinte le 18 février 1956,,. 
Les paramètres climatiques de la commune ont été estimés pour le milieu du siècle (2041-2070) selon différents scénarios d'émission de gaz à effet de serre à partir des nouvelles projections climatiques de référence DRIAS-2020. Ils sont consultables sur un site dédié publié par Météo-France en novembre 2022.

## Urbanisme

### Typologie
Au 1er janvier 2024, Laneuville-au-Rupt est catégorisée commune rurale à habitat dispersé, selon la nouvelle grille communale de densité à sept niveaux définie par l'Insee en 2022.
Elle est située hors unité urbaine. Par ailleurs la commune fait partie de l'aire d'attraction de Commercy, dont elle est une commune de la couronne,. Cette aire, qui regroupe 19 communes, est catégorisée dans les aires de moins de 50 000 habitants,.

### Occupation des sols
L'occupation des sols de la commune, telle qu'elle ressort de la base de données européenne d’occupation biophysique des sols Corine Land Cover (CLC), est marquée par l'importance des forêts et milieux semi-naturels (66,2 % en 2018), en diminution par rapport à 1990 (67,3 %). La répartition détaillée en 2018 est la suivante : 
forêts (60 %), terres arables (26,5 %), milieux à végétation arbustive et/ou herbacée (6,2 %), prairies (5,2 %), zones urbanisées (2,1 %). L'évolution de l’occupation des sols de la commune et de ses infrastructures peut être observée sur les différentes représentations cartographiques du territoire : la carte de Cassini (XVIIIe siècle), la carte d'état-major (1820-1866) et les cartes ou photos aériennes de l'IGN pour la période actuelle (1950 à aujourd'hui).

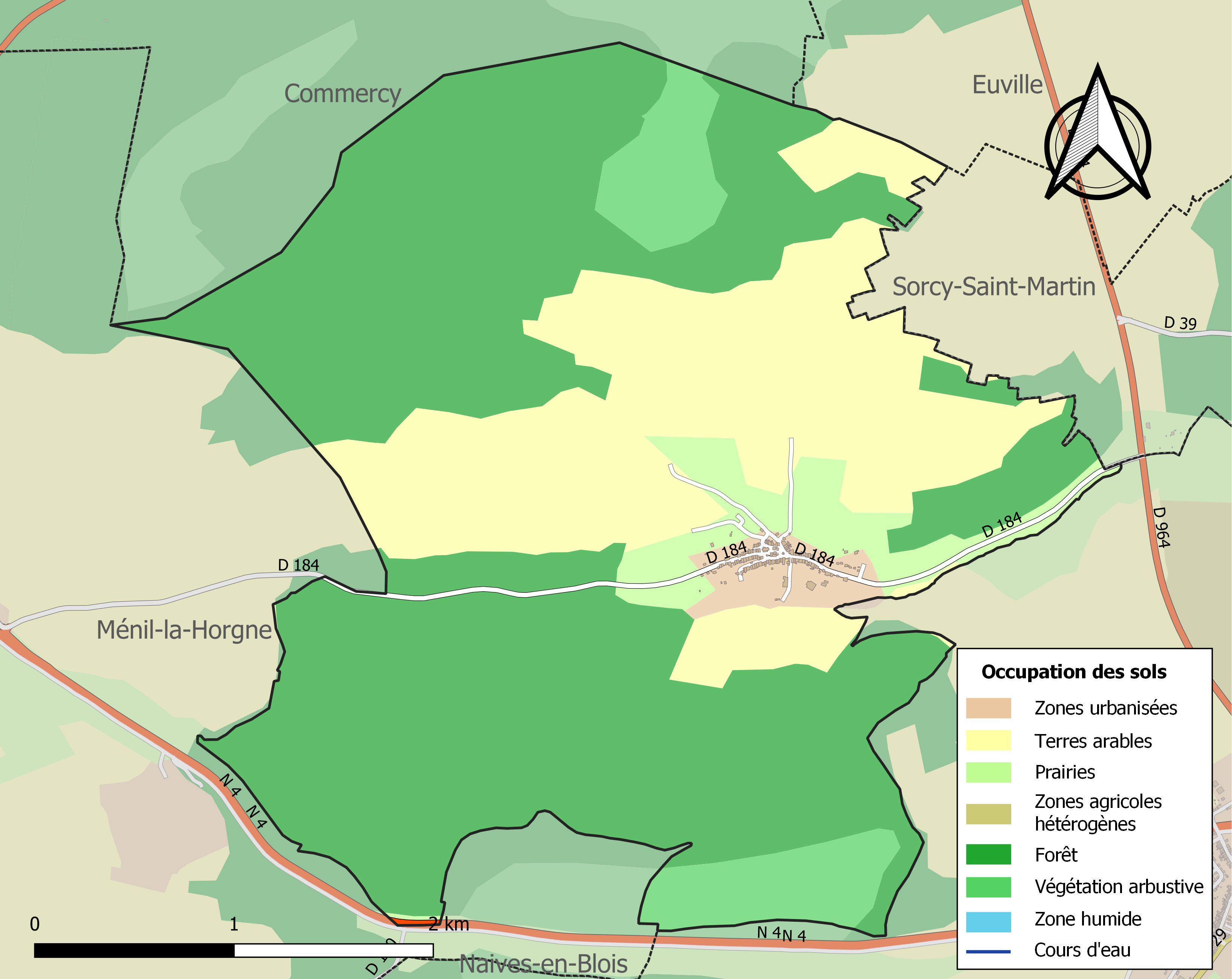
Carte des infrastructures et de l'occupation des sols de la commune en 2018 (CLC).

## Hydrographie
Le village est traversé par le Rupt de Laneuville.

## Toponymie
Le nom de la localité est attesté sous les formes Laneuville-aux-Bois (1388) ; Neufville-au-Ru (1509) ; La Neuville-au-Rux (1700) ; La Neuveville-aux-Rupts, Nova-villa-ad-Rivos (1711) ; La Neuville-aux-Rupts (1749).

Le toponyme indique l'implantation d'un nouveau domaine, avec agglutination de l'article, son nom découle de son affranchissement en « Neuve Ville », accordé en février 1243, par Gaucher, sire de Commercy.
Rupt est une graphie locale du mot ru « rivière », employée notamment dans les Vosges. Il est issu du latin rivus qui signifie « ruisseau » ou « petit cours d’eau ».

## Politique et administration
| Période                                  | Période   | Identité                                      | Étiquette | Qualité        |
| ---------------------------------------- | --------- | --------------------------------------------- | --------- | -------------- |
| Les données manquantes sont à compléter. |           |                                               |           |                |
| 2001                                     | mars 2008 | André Rech                                    | DVG       |                |
| mars 2008                                | En cours  | Jacques Furlan Réélu pour le mandat 2020-2026 | SE        | Ancien ouvrier |

## Population et société

### Démographie
L'évolution du nombre d'habitants est connue à travers les recensements de la population effectués dans la commune depuis 1793. Pour les communes de moins de 10 000 habitants, une enquête de recensement portant sur toute la population est réalisée tous les cinq ans, les populations de référence des années intermédiaires étant quant à elles estimées par interpolation ou extrapolation. Pour la commune, le premier recensement exhaustif entrant dans le cadre du nouveau dispositif a été réalisé en 2004.

En 2022, la commune comptait 196 habitants, en évolution de −2 % par rapport à 2016 (Meuse : −4,4 %, France hors Mayotte : +2,11 %).
| 1793 | 1800 | 1806 | 1821 | 1831 | 1836 | 1841 | 1846 | 1851 |
| ---- | ---- | ---- | ---- | ---- | ---- | ---- | ---- | ---- |
| 455  | 548  | 540  | 535  | 586  | 589  | 587  | 574  | 559  |

| 1856 | 1861 | 1866 | 1872 | 1876 | 1881 | 1886 | 1891 | 1896 |
| ---- | ---- | ---- | ---- | ---- | ---- | ---- | ---- | ---- |
| 500  | 449  | 426  | 404  | 396  | 382  | 345  | 334  | 302  |

| 1901 | 1906 | 1911 | 1921 | 1926 | 1931 | 1936 | 1946 | 1954 |
| ---- | ---- | ---- | ---- | ---- | ---- | ---- | ---- | ---- |
| 299  | 273  | 256  | 235  | 235  | 193  | 190  | 216  | 204  |

| 1962 | 1968 | 1975 | 1982 | 1990 | 1999 | 2004 | 2006 | 2009 |
| ---- | ---- | ---- | ---- | ---- | ---- | ---- | ---- | ---- |
| 195  | 174  | 145  | 134  | 135  | 146  | 172  | 177  | 188  |

| 2014 | 2019 | 2022 | - | - | - | - | - | - |
| ---- | ---- | ---- | - | - | - | - | - | - |
| 196  | 194  | 196  | - | - | - | - | - | - |

## Économie
Énergie renouvelable : cette commune dont le point culminant est très venté accueille un parc de cinq éoliennes.
Tourisme : en période estivale, un dimanche sur deux, le petit train de Laneuville-au-Rupt.

## Vie associative et sportive
- Le Comité des fêtes organise annuellement la fête patronale et la brocante à la mi-juillet; et le festivités de Saint-Nicolas et les fêtes de fin d'année en décembre. Le comité organise aussi des randonnées, des concours de quilles, des activités pour les enfants, etc.
- La commune possède un terrain de football et une aire de jeux.

## Culture locale et patrimoine

### Lieux et monuments
- Église Saint-Nicolas.
- Monument aux morts.
- Quelques croix de chemin en pierre.
- Un beau guéoir : l'Abreuvoir des Moines.
- Deux beaux lavoirs.
- Plusieurs pompes avec leurs abreuvoirs, joliment aménagés en bac-à-fleurs.

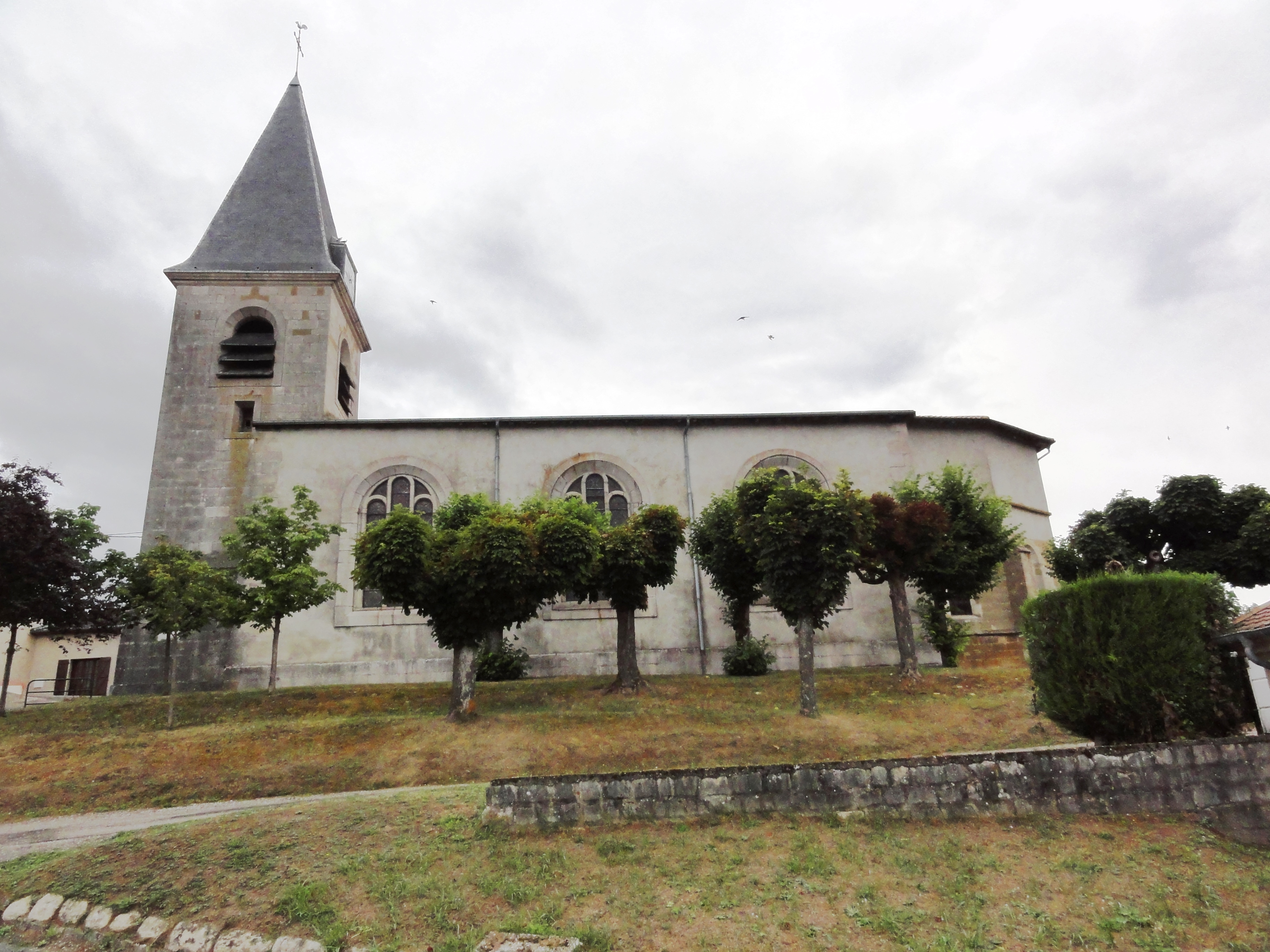
Église Saint-Nicolas.
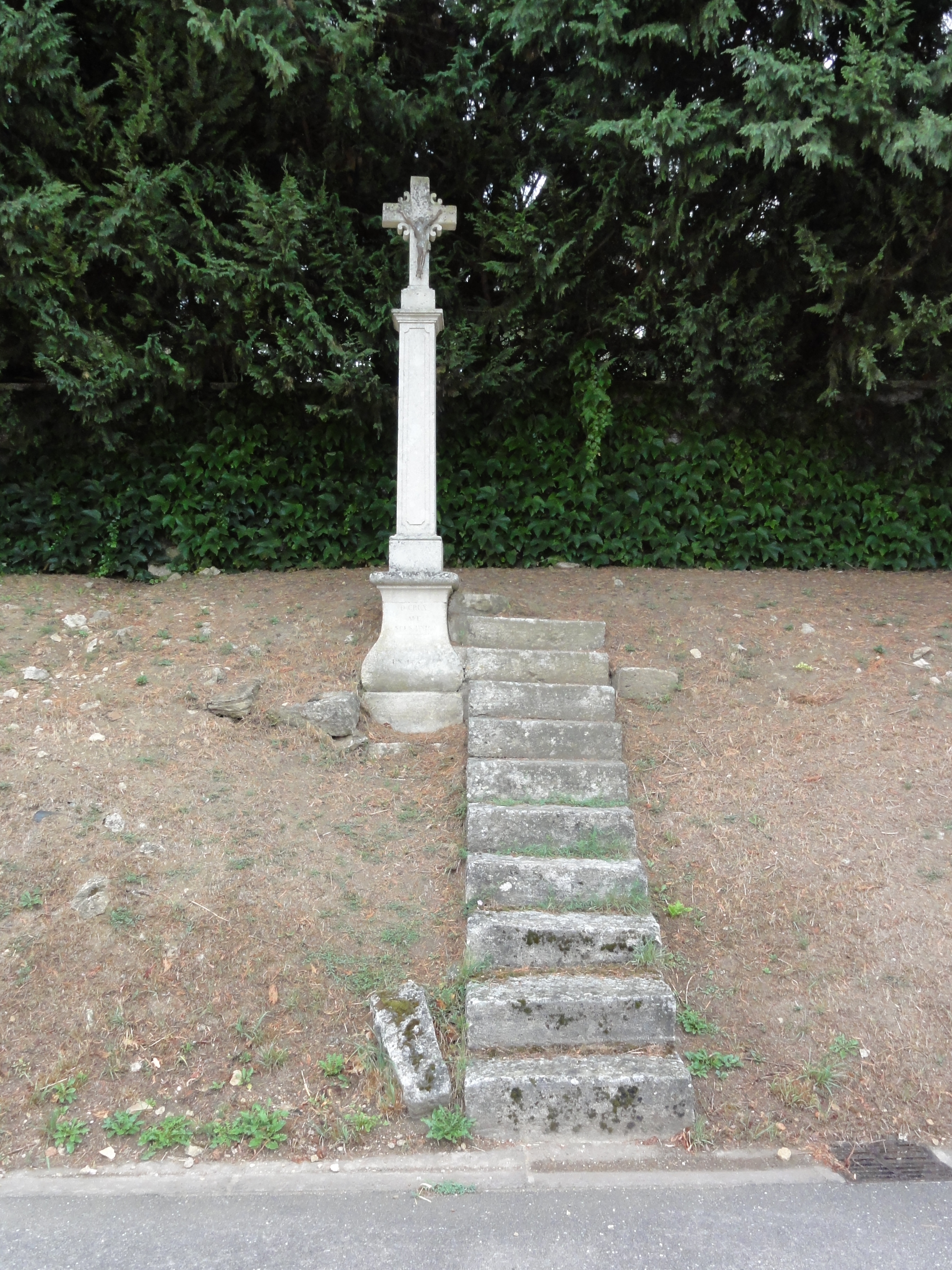
Croix de chemin à l'est du bourg.
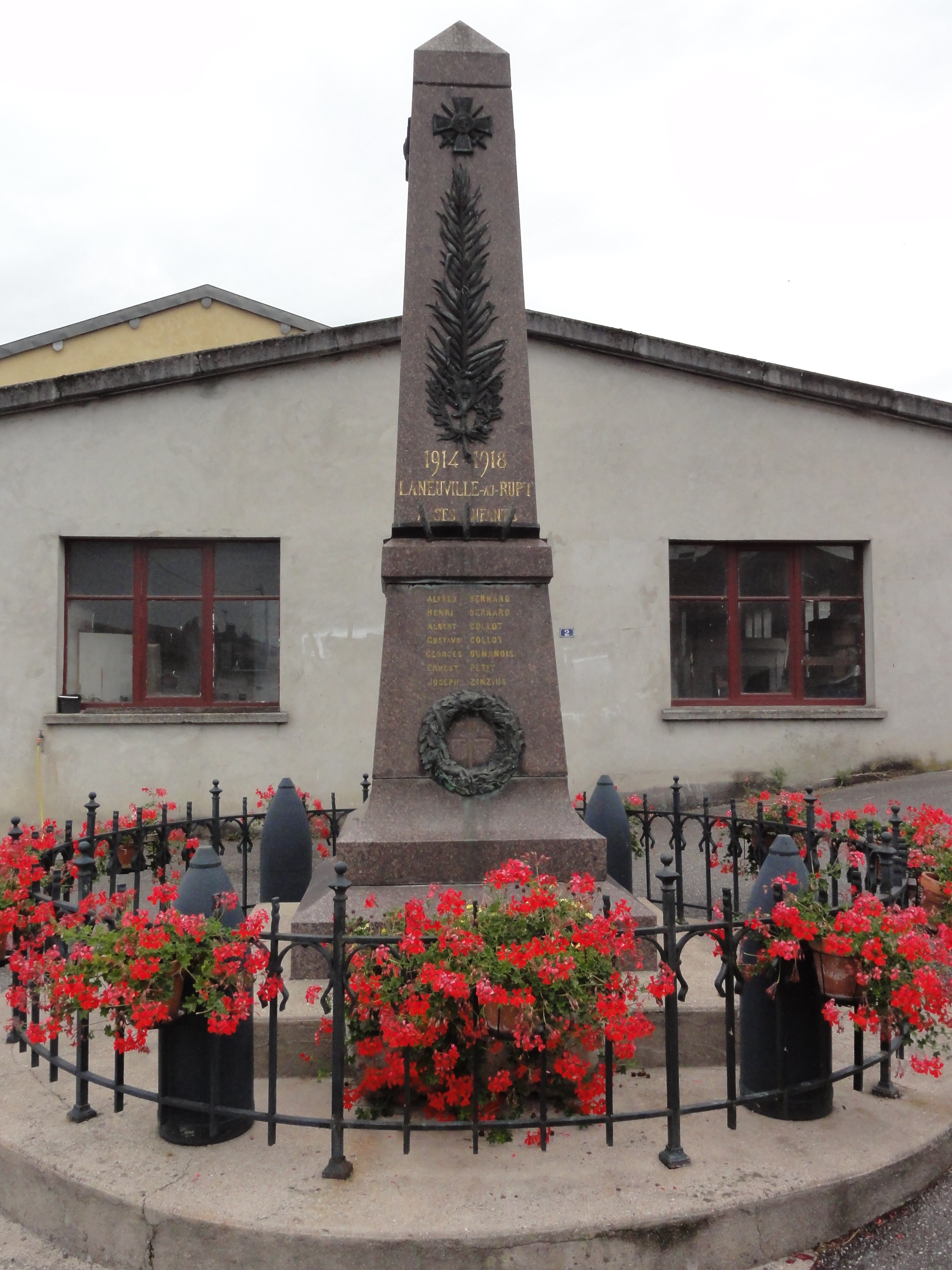
Monument aux morts.
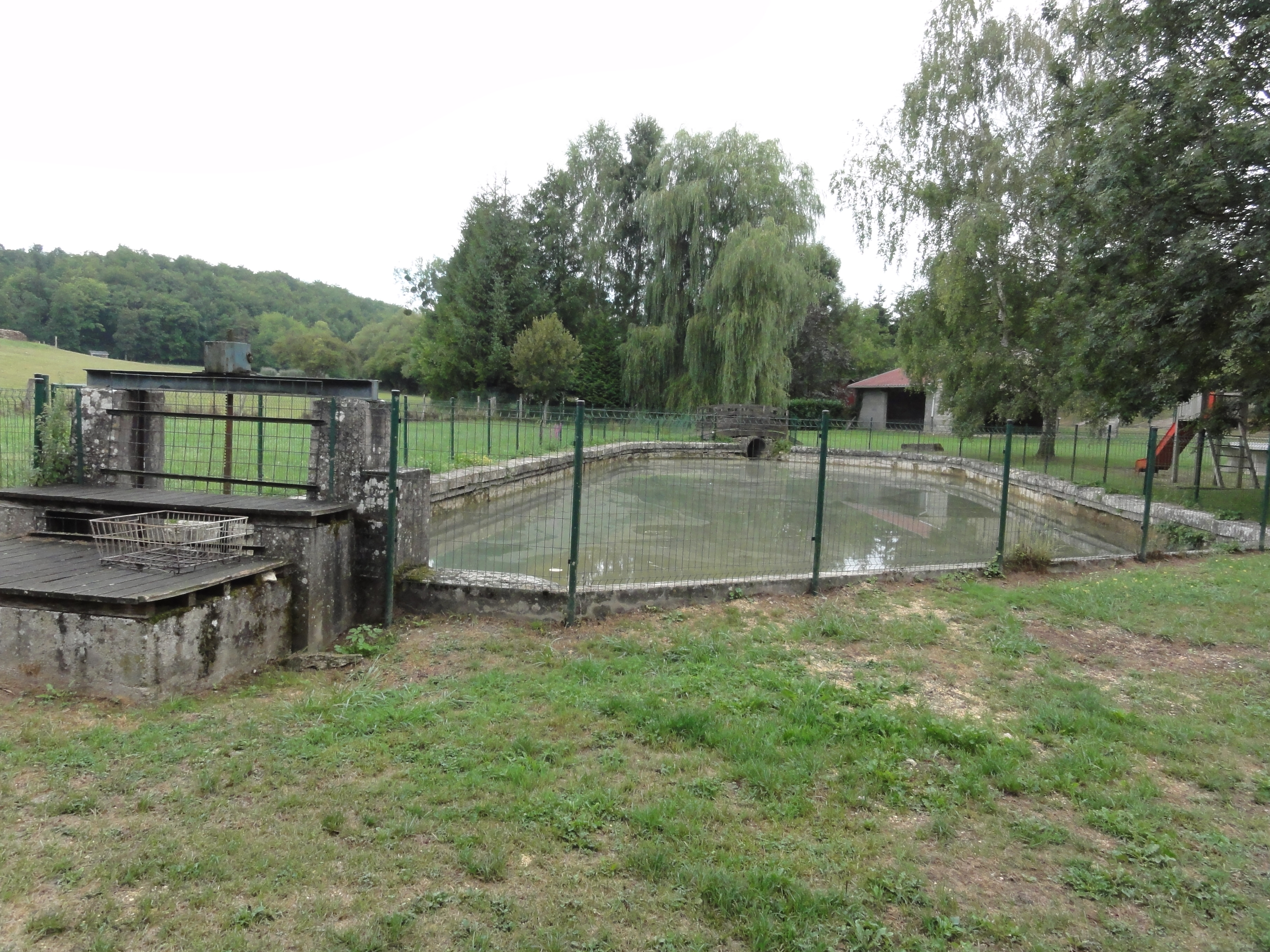
Abreuvoir des Moines.
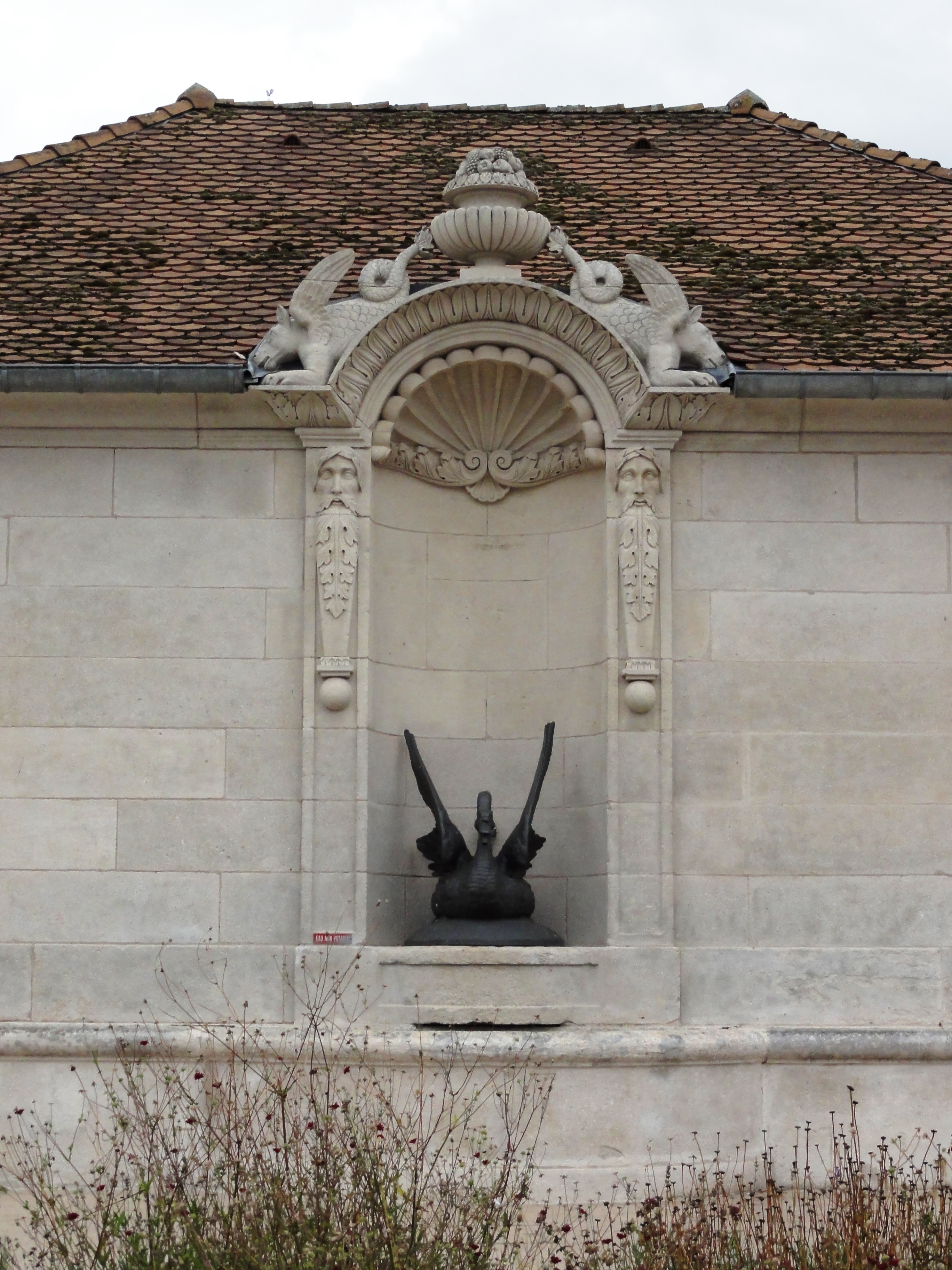
Un lavoir, sa fontaine à l'extérieur.
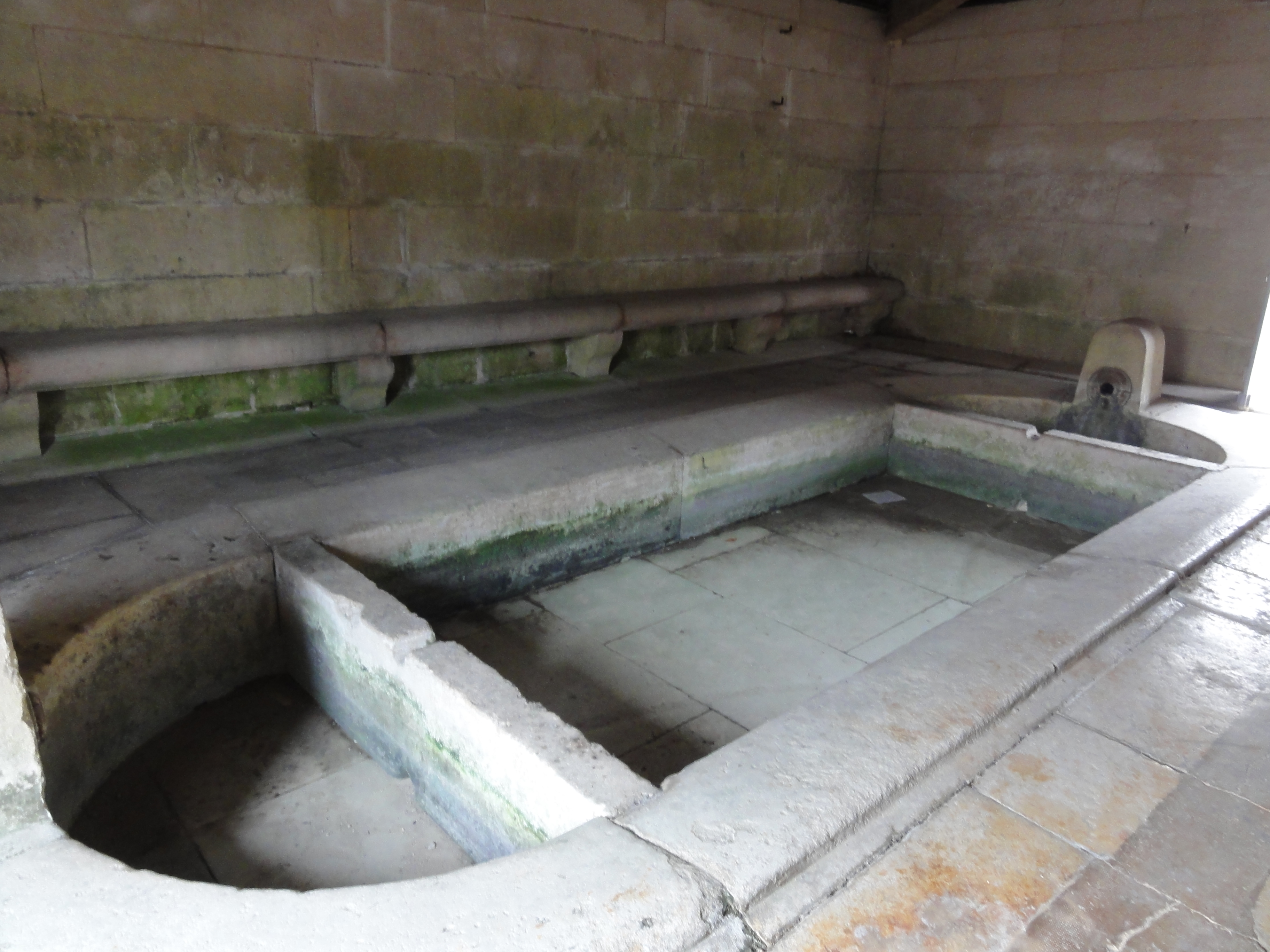
Autre lavoir, intérieur.
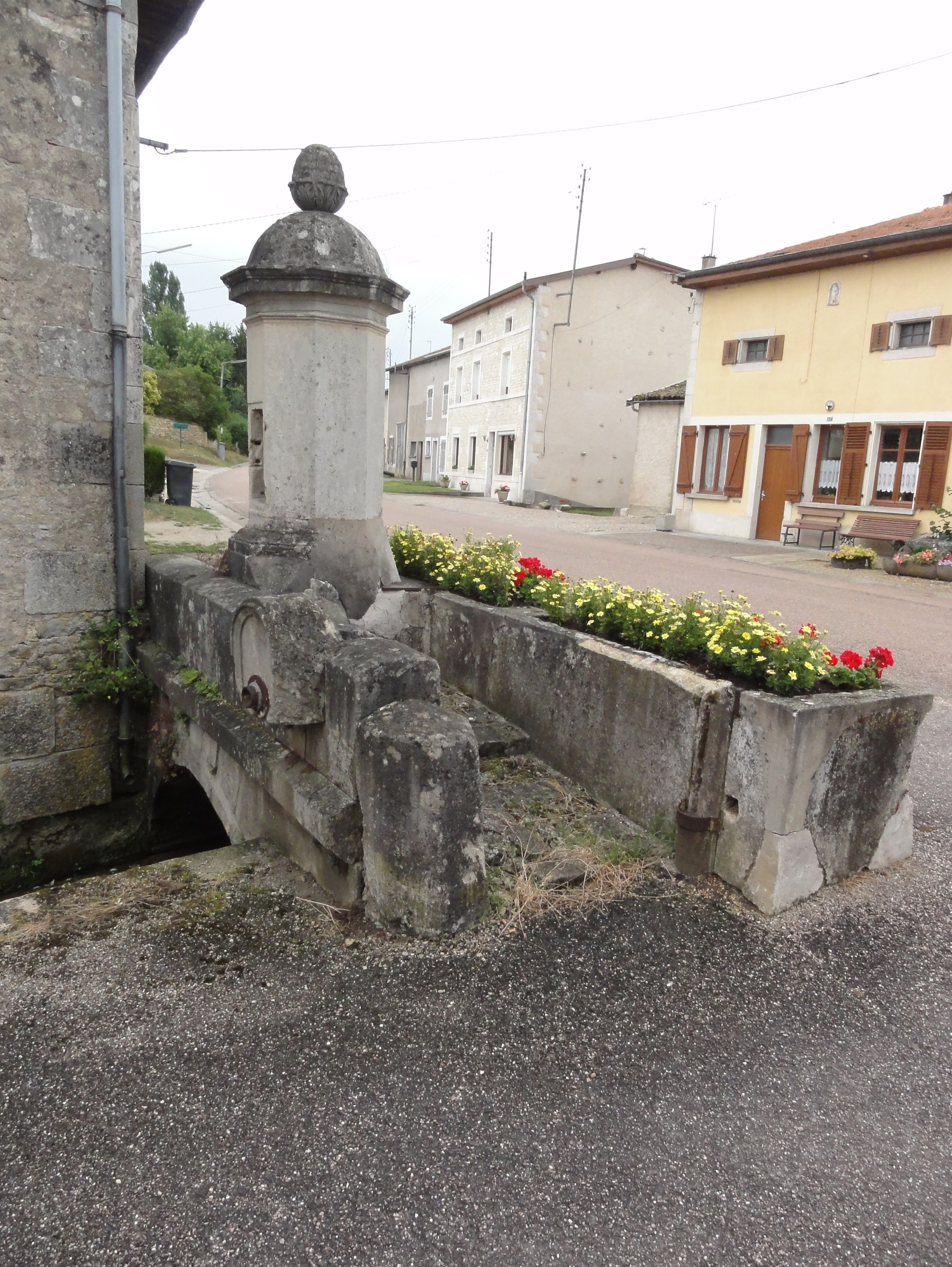
Pompe bac-à-fleurs au-dessus d'divers bras du Rupt de Laneuville.
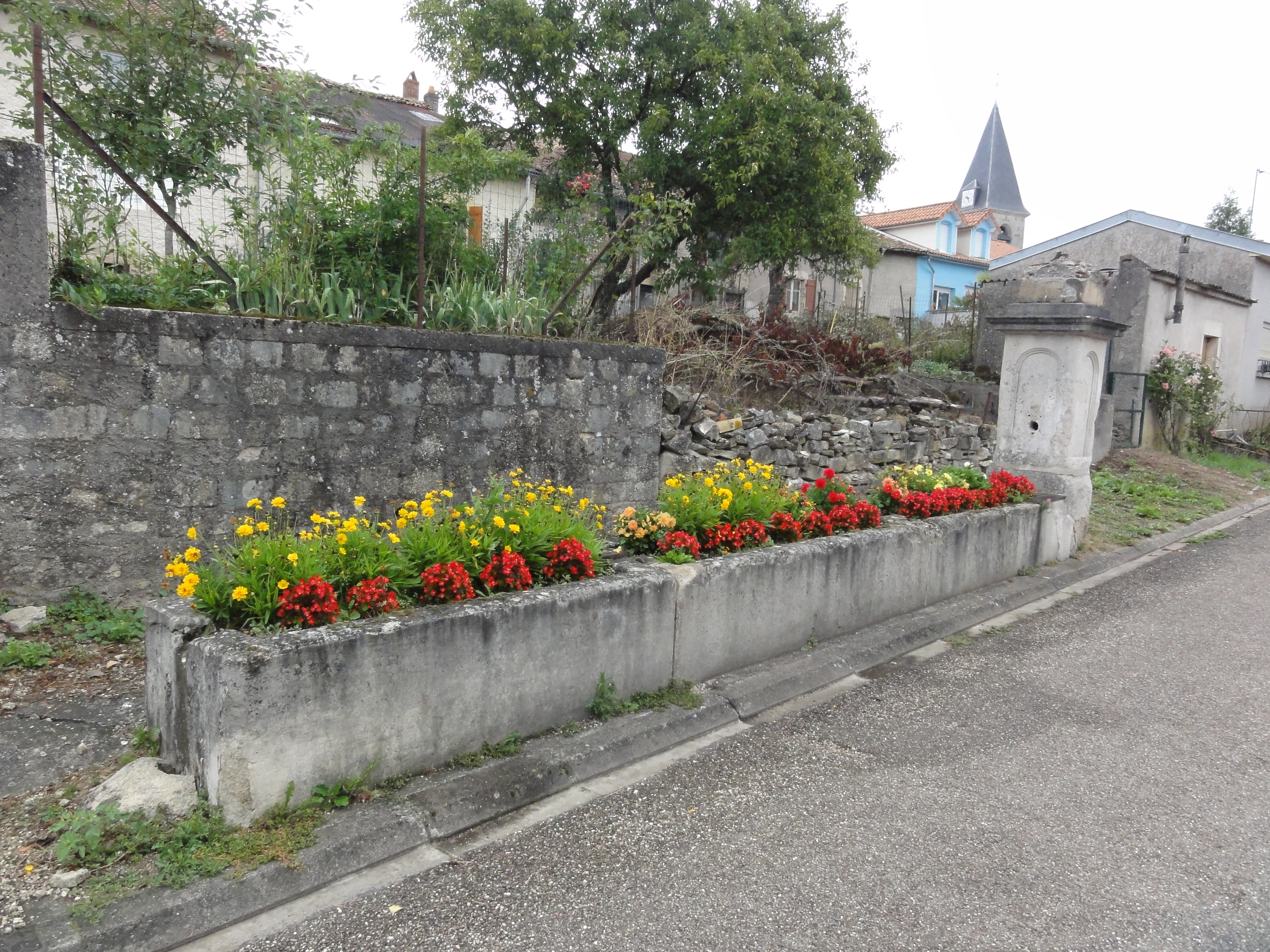
Pompe bac-à-fleurs avec l'église à l'arrière-plan.

### Héraldique
| Blason de Laneuville-au-Rupt | Blason  | D'azur à la trangle ondée d'argent surmontée d'une ancre de marine d'or posée en bande et soutenue de broyes d'or.                |
| Blason de Laneuville-au-Rupt | Détails | Blason composé par R.A. Louis avec les conseils de la Commission héraldique de l'UCGL et mis à disposition de la commune en 2015. |